# Peetu Piiroinen
Peetu Ilari Piiroinen (ur. 15 lutego 1988 w Hyvinkää) – fiński snowboardzista, specjalizujący się w halfpipe'ie, slopestyle'u i Big Air, wicemistrz olimpijski.

## Kariera
Po raz pierwszy na arenie międzynarodowej pojawił się w 2003 roku, startując na mistrzostwach świata juniorów w Prato Nevoso, gdzie zajął 23. miejsce w halfpipe’ie. Jeszcze trzykrotnie startował na imprezach tego cyklu, największy sukces osiągając podczas rozgrywanych trzy lata później mistrzostw świata juniorów w Vivaldi Park, gdzie w tej samej konkurencji zdobył brązowy medal.
W zawodach Pucharu Świata zadebiutował 5 grudnia 2003 roku w Tandådalen, zajmując 34. miejsce w halfpipe’ie. Pierwsze pucharowe punkty wywalczył 24 stycznia 2004 roku w Kreischbergu, zajmując 10. miejsce w big air. Na podium zawodów tego cyklu po raz pierwszy stanął 29 stycznia 2005 roku w tej samej miejscowości, kończąc rywalizację w big air na drugiej pozycji. W zawodach tych rozdzielił szweda Jonasa Carlsona i Matevža Peteka ze Słowenii. W kolejnych startach jeszcze dziewięć razy stawał na podium zawodów PŚ, odnosząc przy tym pięć zwycięstw: 4 w big air i 1 w halfpipe’ie. Najlepsze wyniki osiągnął w sezonie 2006/2007, kiedy to zajął 3. miejsce w klasyfikacji generalnej, a w klasyfikacji Big Air wywalczył Małą Kryształową Kulę.
Jego największym sukcesem w karierze jest srebrny medal w halfpipe’ie wywalczony na igrzyskach olimpijskich w Vancouver w 2010 roku. Uplasował się tam między dwoma reprezentantami USA: Shaunem White'em i Scottym Lago.  Na rozgrywanych cztery lata później igrzyskach w Soczi był siódmy w slopestyle'u. Zajął też między innymi szóste miejsce w big air podczas mistrzostw świata w Arosie w 2007 roku. W 2006 roku wywalczył mistrzostwo Finlandii w halfpipe’ie.
Jego młodszy brat, Petja Piiroinen, także został snowboardzistą.

## Osiągnięcia

### Igrzyska olimpijskie
| Miejsce | Dzień     | Rok  | Miejscowość | Konkurencja | Zwycięzca           |
| ------- | --------- | ---- | ----------- | ----------- | ------------------- |
| 2.      | 17 lutego | 2010 | Whistler    | Halfpipe    | Shaun White         |
| 7.      | 8 lutego  | 2014 | Soczi       | Slopestyle  | Sage Kotsenburg     |
| DNS     | 11 lutego | 2014 | Soczi       | Halfpipe    | Iouri Podladtchikov |
| 18.     | 11 lutego | 2018 | Pjongczang  | Slopestyle  | Redmond Gerard      |
| 12.     | 14 lutego | 2018 | Pjongczang  | Halfpipe    | Shaun White         |
| 14.     | 24 lutego | 2018 | Pjongczang  | Big air     | Sebastien Toutant   |

### Mistrzostwa świata
| Miejsce | Dzień       | Rok  | Miejscowość | Konkurencja | Zwycięzca           |
| ------- | ----------- | ---- | ----------- | ----------- | ------------------- |
| 6.      | 19 stycznia | 2007 | Arosa       | Big Air     | Mathieu Crepel      |
| 37.     | 20 stycznia | 2007 | Arosa       | Halfpipe    | Mathieu Crepel      |
| DNS     | 15 stycznia | 2011 | Barcelona   | Big Air     | Petja Piiroinen     |
| 23.     | 18 stycznia | 2013 | Stoneham    | Slopestyle  | Roope Tonteri       |
| DNS     | 19 stycznia | 2013 | Stoneham    | Big Air     | Roope Tonteri       |
| 8.      | 20 stycznia | 2013 | Stoneham    | Halfpipe    | Iouri Podladtchikov |

### Puchar Świata

#### Miejsca w klasyfikacji generalnej
- sezon 2003/2004: - (40. w big air)
- sezon 2004/2005: - (8. w big air)
- sezon 2005/2006: 136.
- sezon 2006/2007: 3.
- sezon 2007/2008: 36.
- sezon 2008/2009: 41.
- sezon 2009/2010: 72. 
  - AFU[2]
- sezon 2012/2013: 28.
- sezon 2013/2014: 111.
- sezon 2017/2018: 10.

### Zwycięstwa w zawodach
1. Graz – 6 stycznia 2007 (big air)
2. Bardonecchia – 3 lutego 2007 (halfpipe)
3. Moskwa – 10 lutego 2007 (big air)
4. Rotterdam – 7 października 2007 (big air)
5. Londyn – 25 października 2008 (big air)

### Pozostałe miejsca na podium w zawodach
1. Kreischberg – 29 stycznia 2005 (big air) – 2. miejsce
2. Sztokholm – 11 listopada 2006 (big air) – 2. miejsce
3. Bardonecchia – 27 stycznia 2008 (halfpipe) – 3. miejsce
4. Saas-Fee – 5 listopada 2009 (halfpipe) – 3. miejsce
5. Copper Mountain – 11 stycznia 2013 (Slopestyle) - 3. miejsce

- W sumie (5 zwycięstw, 2 drugie i 3 trzecie miejsca).